# Crepidochetus luzonicus
Crepidochetus luzonicus är en tvåvingeart som först beskrevs av Steyskal 1952.  Crepidochetus luzonicus ingår i släktet Crepidochetus och familjen skridflugor. Inga underarter finns listade i Catalogue of Life.